# John Grace
Juan Manuel Gracia Yome, conegut dins el món del motociclisme com a John Grace   (Gibraltar, c. 1926 - Gibraltar, p. segle XX) i, familiarment, Johnny Grace, fou un pilot de velocitat gibraltareny que destacà en competicions internacionals durant les dècades de 1950 i 1960. Grace va tenir un paper destacat en la història de Bultaco, no només pel que fa a la seva fundació (fou un dels primers treballadors de Montesa que secundaren Francesc Xavier Bultó en la seva nova aventura empresarial, el 1958), sinó també com a responsable del desenvolupament de motocicletes de competició i com a formador del pilots oficials de la marca, entre altres funcions rellevants. Paco Bultó declarà algun cop que John Grace «era el cervell de Bultaco».

## El perquè de "John Grace"
Per bé que Juan Manuel Gracia inicià la seva carrera esportiva corrent com a tal, ben aviat l'atzar va fer que se'l conegués arreu com a John Grace: Amb motiu d'un Gran Premi internacional celebrat a Madrid -en una data imprecisa entre finals de la dècada de 1940 i començaments de la de 1950-, els organitzadors s'adonaren que no hi havia prou pilots estrangers com per a atorgar-li aquesta categoria al Gran Premi, amb la qual cosa decidiren inventar-se noms que sonessin forans per a alguns inscrits. Essent Gracia gibraltareny, a ell li correspongué "John Grace" i així fou registrat a les classificacions oficials. El nom va fer fortuna i des d'aleshores el pilot fou conegut per sempre com a John Grace, passant així a la posteritat (sembla que, de tots els noms inventats, el seu fou l'únic que perdurà). L'artífex de la idea fou Zacarías Mateos, directiu del RMCE, club organitzador del Gran Premi.
Com a curiositat, cal dir que malgrat ser nascut a Gibraltar (i amb un cognom matern, Yome, relativament freqüent al penyal), la seva família era d'origen espanyol i la seva llengua materna era el castellà, el qual parlava lògicament amb un genuí accent andalús.

## Trajectòria esportiva

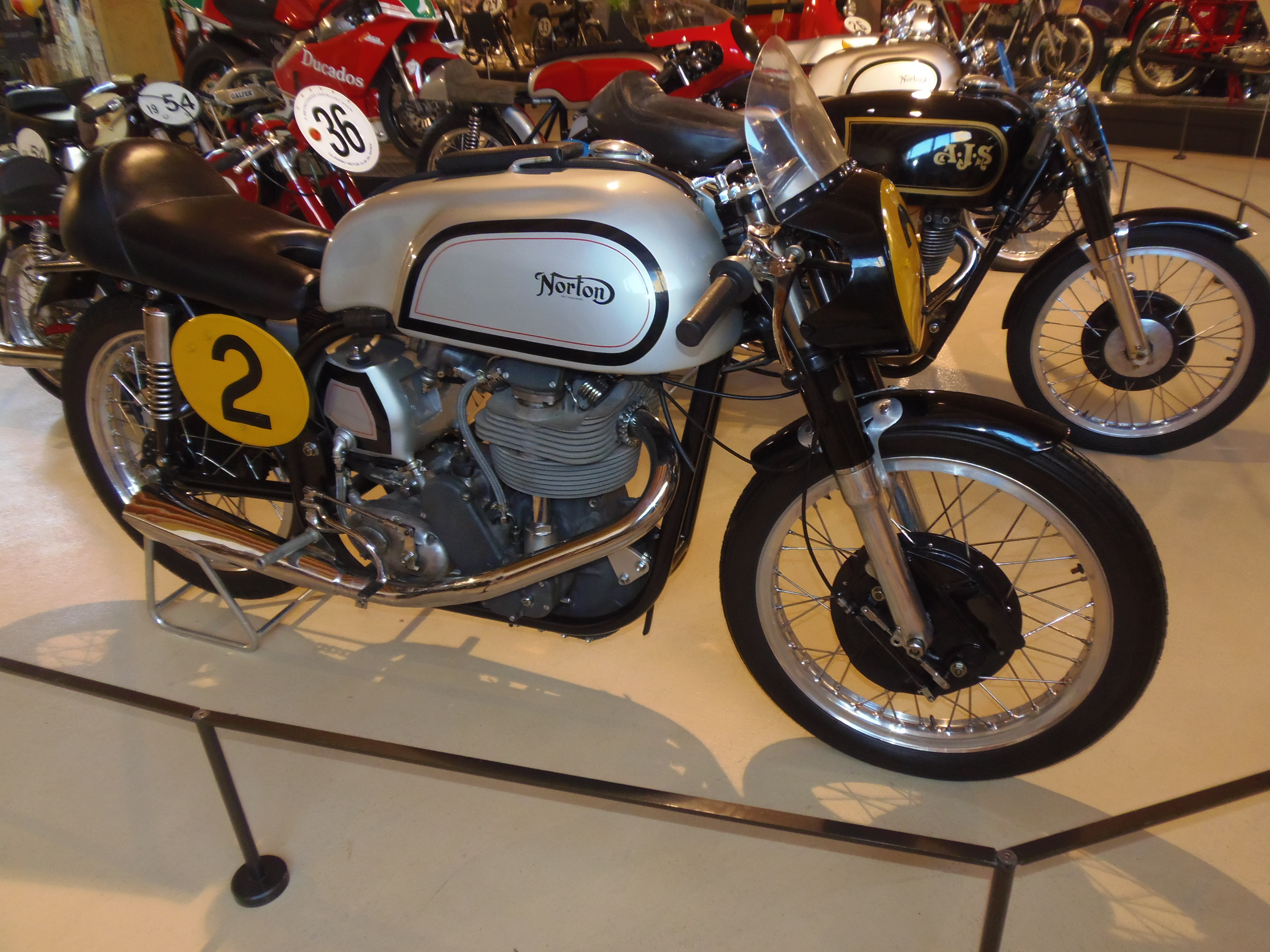
La Norton Manx 500 que pilotà cap a 1953

John Grace començà a competir per l'Espanya de la postguerra amb les seves AJS i Norton, les quals conduïa fins als circuits on més tard les faria servir per a competir-hi. Més endavant, a començaments dels 50, començà a competir per Europa, inicialment amb sengles Norton de 350 i 500cc. Al llarg de la seva carrera internacional aconseguí resultats remarcables al Campionat del Món, obtenint-hi punts entre les temporades de 1951 i 1963.
El 1951, al Gran Premi d'Espanya celebrat al circuit de Montjuïc (primera edició de la cursa que puntuava per al mundial), fou sisè en 350cc amb la Norton, posició que millorà fins al tercer lloc el 1953. Aquell mateix any participà en el TT de l'Illa de Man amb les seves Norton 350 i 500, prova que repetí l'any següent, 1954, ja com a pilot de Montesa, aquesta vegada en la cilindrada de 125cc.
Des d'aleshores i fins al 1958 formà part de l'equip oficial de Montesa, com a company, entre d'altres, de Paco González, aconseguint força bons resultats.

### El canvi a Bultaco
Quan Paco Bultó inicià el seu nou projecte, Bultaco, John Grace fou dels primers pilots i treballadors de Montesa a donar-li suport i anar-se'n amb ell. La nova empresa es fundà el 17 de maig de 1958 i la primera moto de la marca, la Bultaco Tralla 101 de 125cc, es presentà el 24 de març de 1959. Pocs dies després, el 19 d'abril, aquella moto s'estrenava en competició a Montjuïc (en una cursa complementària del Gran Premi d'Espanya), pilotada per John Grace entre d'altres, en allò que a priori es preveia una passejada per a Bultaco. A l'hora de la veritat, però, la cursa fou molt disputada i l'equip de Montesa oposà una forta resistència, entaulant-se una recordada batalla per la victòria entre John Grace i Tei Elizalde, amb resultat favorable al català per només 15 cm d'avantatge sobre Grace.
Aviat, Bultaco creà el seu primer equip de competició (anomenat "Escudería Dos Tiempos"), compost inicialment per Grace, Paco González i Marcel Cama, al qual s'hi afegí poc després Ricardo Quintanilla, procedent com els altres tres de l'equip oficial de Montesa. El 1960, l'equip al complet -reforçat per a l'ocasió amb Georges Monneret- va batre diversos rècords mundials de velocitat a Montlhéry, a bord de la mítica Bultaco Cazarécords. Aquell mateix any, John Grace ja havia aconseguit un gran resultat al Gran Premi d'Espanya, a Montjuïc (en una edició, però, que no puntuava per al mundial), en acabar-hi segon per només 36 centèsimes a la cursa de 125cc, darrere de Luigi Taveri i la seva MV Agusta. Grace hi pilotà una Tralla 101 modificada que era l'embrió de la futura Bultaco TSS (de "Tralla Super Sport"), el model de Gran Premi de Bultaco que popularitzaren arreu del món els quatre pilots de l'escuderia Dos Tiempos, un equip molt compenetrat.
La TSS fou un model desenvolupat i evolucionat en gran manera per John Grace, qui hi aconseguí diversos èxits als clàssics circuits europeus, especialment als britànics que coneixia bé de quan hi corria amb les Norton. Grace guanyà algunes curses internacionals i puntuà en diversos Grans Premis, especialment en la categoria dels 125cc. Una de les seves actuacions més recordades la protagonitzà a Monza el 1963, aconseguint acabar-hi cinquè just per darrere de les Honda oficials i superant les Jawa-CZ de fàbrica. També amb la TSS, guanyà nombroses curses arreu de l'estat espanyol, moltes d'elles puntuables per al Campionat d'Espanya, tot i que mai no va aconseguir el títol de campió estatal en no puntuar-hi per la seva condició d'estranger. Malgrat tot, l'afició i els rivals sempre el consideraren "un dels seus".
John Grace dugué a terme una llarga carrera esportiva fins que el 1963, poc després del seu èxit a Monza, Francesc Xavier Bultó, amb qui l'unia una gran amistat, li digué que ja no correria més perquè patia per ell (Bultó havia observat que en aquella cursa Grace, amb problemes a la moto, havia pres massa riscos). Malgrat que John Grace inicialment no volia obeir-lo, acabà acceptant la decisió del seu cap.

## Activitat laboral a Bultaco

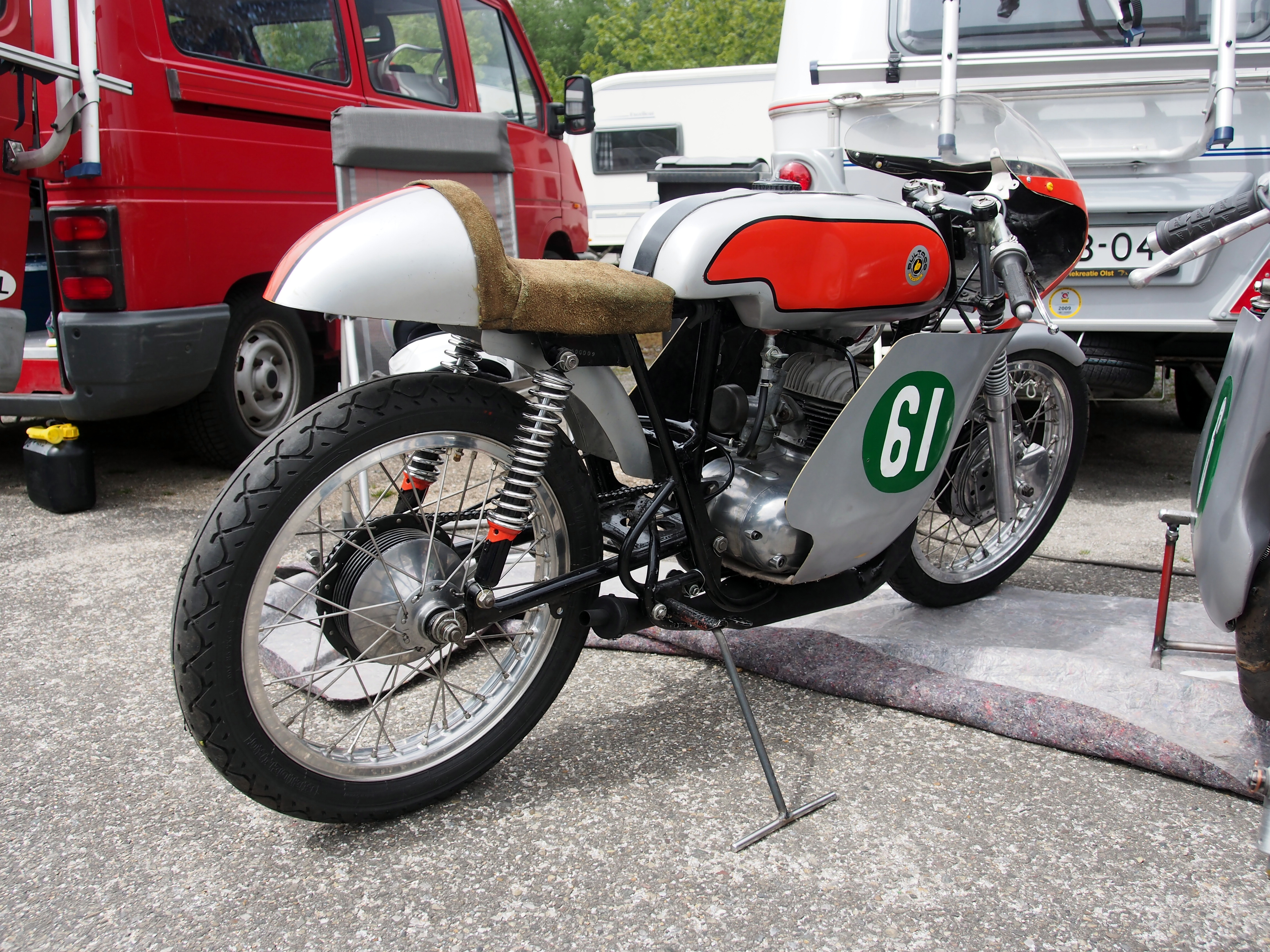
Una Bultaco TSS 250 de mitjan anys 60. Grace participà activament en el desenvolupament de les TSS

Ja durant la seva època de pilot, Grace compaginà l'esport amb càrrecs de responsabilitat a l'empresa, a més de ser durant una temporada el concessionari de Bultaco a la zona de Màlaga (la seu de la delegació estava al número 22 de l'avinguda Tomás Heredia d'aquesta ciutat espanyola).
Un cop retirat de les curses, la seva responsabilitat principal fou, a banda de col·laborar en el desenvolupament dels models de Bultaco, la formació dels pilots oficials de la marca, entre els quals Ramon Torras, a qui Grace acollí i assessorà durant tota la seva etapa com a pilot de la marca, fins al seu malaurat accident.
Al llarg de la seva etapa a l'empresa, John Grace, amb gran ascendència sobre Paco Bultó, protagonitzà diverses anècdotes que beneficiaren considerablement la marca. Així, ja el 1962 fou en certa manera responsable de l'èxit assolit per Oriol Puig Bultó i José Sánchez als ISDT celebrats a Garmisch-Partenkirchen (en què els catalans aconseguiren sengles medalles d'or amb la Sherpa S 175), ja que fou ell qui li suggerí a Don Paco que els sufragués econòmicament el viatge. D'altra banda, cal dir que malgrat que algun cop s'ha atribuït a Grace la paternitat del nom de la marca, "Bultaco", la idea fou en realitat de Paco Bultó, qui ja feia anys que feia servir aquest nom com a adreça telegràfica per a afers relatius als seus negocis particulars (BULTACO prové de la combinació de les quatre primeres lletres del cognom del seu fundador, BULTó, amb les tres darreres del seu sobrenom, pACO).

### Destinat als EUA
Més tard, atesa la seva condició de parlant nadiu d'anglès, Grace fou nomenat director de Bultaco International, la delegació de l'empresa als EUA, i s'instal·là en aquell país, on s'encarregà del mercat que havia d'esdevenir el més important per a l'empresa. Establert amb la seva família a Virginia Beach (Virgínia), durant la dècada de 1970 els seus fills varen ser competidors habituals de l'escena nord-americana del motocròs. Des d'allà, John Grace protagonitzà diverses iniciatives de gran encert comercial, tant pel que fa al llançament de models específics per als EUA com en l'apartat de fitxatges de pilots d'èxit.
Mirant d'aconseguir victòries esportives de ressò en el competit mercat nord-americà, el 1971 demanà a la fàbrica unes quantes unitats preparades per a curses de dirt track. Aquelles motocicletes, gairebé iguals estèticament a les Pursang de l'època, pilotades per Alan Kenyon i Jim Odom aconseguiren sengles victòries contra pronòstic al Madison Square Garden i al Astrodome de Houston, guanyant a les marques japoneses (entre les quals la Yamaha de Kenny Roberts) i foren l'embrió de les futures Bultaco Astro.
També fou Grace qui va descobrir i portar a Europa dos dels millors pilots que tingué mai la marca: Jim Pomeroy i Bernie Schreiber. Al primer el va fitxar l'hivern de 1973 (és prou coneguda la seva frase en parlar-li a Paco Bultó de Pomeroy per primer cop: «Cap, li agradarà. A més a més, l'he contractat per un parell de samarretes...») i aquella mateixa primavera, l'americà guanyà la primera cursa del mundial de motocròs, disputada al circuit del Vallès. A Schreiber l'anà a trobar a Los Angeles, acompanyat de Joan Chalamanch, a començaments de 1977 per tal de proposar-li de disputar les quatre primeres rondes del mundial de trial a Europa. Els resultats de l'americà varen superar les expectatives amb escreix.

## Resultats al Mundial de motociclisme[25]
| Any   | Categoria | Moto    | Curses | Victòries | Podi | Pole | Punts | Posició |
| ----- | --------- | ------- | ------ | --------- | ---- | ---- | ----- | ------- |
| 1951  | 350cc     | Norton  | 1      | 0         | 0    | 0    | 1     | 16è     |
| 1956  | 125cc     | Montesa | 1      | 0         | 0    | 0    | 1     | 19è     |
| 1961  | 125cc     | Bultaco | 1      | 0         | 0    | 0    | 2     | 15è     |
| 1962  | 125cc     | Bultaco | 1      | 0         | 0    | 0    | 2     | 19è     |
| 1963  | 125cc     | Bultaco | 1      | 0         | 0    | 0    | 2     | 17è     |
| Total |           |         | 5      | 0         | 0    | 0    | 8     |         |